# Olga Igorewna Korobkina
Olga Igorewna Korobkina (russisch Ольга Игоревна Коробкина; * 28. Mai 1989 in Krasnojarsk) ist eine russische Skeletonpilotin.
Olga Korobkina lebt in Krasnojarsk und betreibt seit 2004 Skeleton. Sie wird von Sergei Smirnof trainiert und gehört seit 2006 dem russischen Nationalkader an. Im November 2006 debütierte die Russin in Igls als Siebte bei einem Rennen des Skeleton-Europacups. Bestes Ergebnis in dieser Rennserie war ein fünfter Platz in Winterberg im Januar 2007. Im November des Jahres trat Korobkina in Calgary erstmals im Skeleton-Weltcup an und wurde 16. In ihrem zweiten Rennen in Park City erreichte sie ihr bisheriges bestes Weltcupergebnis, einen 12. Rang.